# Euophrys declivis
Euophrys declivis är en spindelart som beskrevs av Karsch 1879. Euophrys declivis ingår i släktet Euophrys och familjen hoppspindlar. Inga underarter finns listade i Catalogue of Life.